# Raimo Brax
Raimo Brax, född 20 oktober 1949 i Vasa, är en finländsk före detta ishockeyspelare. Han representerade hela sin karriär (1967–1979) Vasa Sport på olika serienivåer. 
Brax har själv beskrivit sig som en god skridskoåkare med relativt god speluppfattning.
När Sport spelade i den nybildade FM-ligan säsongen 1975/1976 blev Brax historisk genom att göra ligans första mål. Det skedde 18 september när ligan startade med full omgång och Sport spelade hemma mot HIFK, 38 sekunder in i matchen satte Brax pucken i mål bakom Helsingforslagets målvakt Stig Wetzell. HIFK vann matchen som slutade 3-5. Man uppfattade det då inte som ett historiskt ögonblick utan såg det som ett mål bland alla andra. Brax har senare ångrat att han inte tog pucken i förvar.